# Centrální hřbitov ve Znojmě
Centrální hřbitov ve Znojmě je hlavní městský hřbitov ve Znojmě, nedaleko centra města, jehož hlavní brána je umístěna v ulici Průmyslová. V jeho těsné blízkosti se nachází areál městského nádraží.

## Historie

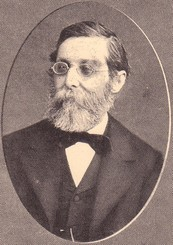
Jan Vlk, pohřbený na hřbitově

### Vznik
Hřbitov byl zřízen ve 2. polovině 19. století v rámci nového urbanistického plánu za městem jako nový městský hřbitov náhradou za rušená pohřebiště v centru. Vstup do areálu tvoří neoklasicistní brána s hřbitovní kaplí, kterou lemují dvě identické protilehlé budovy tvořící zázemí hřbitova.
Židé ze Znojma a okolí byli pohřbíváni na nedalekém místním židovském hřbitově založeném roku 1868. Podél zdí areálu hřbitova je umístěna řada hrobek významných obyvatel města, pohřbeni jsou na hřbitově i vojáci a legionáři bojující v první a druhé světové válce.

### Po roce 1945
S odchodem téměř veškerého německého obyvatelstva města v rámci odsunu sudetských Němců z Československa ve druhé polovině 40. let 20. století zůstala řada hrobů německých rodin opuštěna a bez údržby. Několik náhrobků zde umístěných je památkově chráněno. Kapacita hřbitova je čtyři tisíce šest set hrobových míst.
Ve Znojmě se nenachází krematorium, ostatky zemřelých jsou zpopelňovány povětšinou v krematoriu v Hustopečích u Brna.

## Osobnosti pohřbené na tomto hřbitově
- Jan Vlk (1822–1896) – notář, buditel a básník
- Hrobka rodiny Kerneckerovy